# Hydractinia pacifica
Hydractinia pacifica är en nässeldjursart som beskrevs av Gustav Hartlaub 1905. Hydractinia pacifica ingår i släktet Hydractinia och familjen Hydractiniidae. Inga underarter finns listade i Catalogue of Life.